# 茸毛山杨
茸毛山杨（学名：Populus davidiana var. tomentella）为杨柳科杨属下的一个变种。

## 扩展阅读
- 維基物種上的相關：茸毛山杨